# Діафрагмово-поршневий насос
Насос діафрагмово-поршневий (рос. насос диафрагмово-поршневой, англ. diaphragm-piston pump, нім. Diaphragma-Kolbenpumpe f) – поршневий насос двобічної дії, в якому робоча рідина відокремлена від перекачуваної гідросуміші за допомогою еластичної мембрани. При кожному ході поршня робоча рідина приводить до дії обидві мембрани. Поки одна мембрана вигинається всередину камери та витісняє гідросуміш у трубопровід, друга в цей час втягується, що й призводить до заповнення камери гідросумішшю. 
Застосовується у гідротранспортних системах для переміщення великих об’ємів абразивних та корозійних гідросумішей руд та концентратів руд чорних та кольорових металів, відходів їх збагачення, пісків тощо. Переваги Н. д.-п.: поршні та втулки циліндрів практично не зношуються, оскільки не контактують із абразивною гідросумішшю; термін служби мембран та зворотних клапанів суттєво збільшується, що зменшує витрати на ремонт; модульна конструкція гідравлічного блока забезпечує легкий доступ до зношених деталей та скорочує тривалість ремонту. 

## Приклади
Типовим представником Н. д.-п. є насос виробництва фірми „Wilson–Snyder” 1700–SPD, дуплексний, двобічної дії, пода-чею від 60,9 до 9663,5 м³/год при тиску від 155 до 52 кгс/см² у залежності від обертів (15-55 хв.–1). к.к.д. дорівнює 85%. Високі експлуатаційні якості показали також Н. д.-п. TZP фірми ‘GEHO”.